# Klarinet
Klarinet (it. clarinetto; njem.  Klarinette; fr. clarinette; en. clarinet; rus. кларинет), skraćeno Cl., drveni je puhački instrument s jednostrukim jezičkom od trske.

## Povijest
Prethodnika današnjeg klarineta moglo se čuti u narodnoj glazbi po nazivom šalmaj. Iako se prvi klarineti javljaju početkom 18.stoljeća, pravi procvat to drveno puhaće glazbalo doživljava u drugoj polovini stoljeća kad ulazi u sastav Mannheimskoga orkestra.

## Opis
Početni dio mu je usnik, kljunastog oblika, na čiju se ravnu stranu, preko ulaznog otvora cijevi, naliježe jezičak, učvršćen na donjem kraju obručem sa zavrtnjem ligatura ili obujmica. Cijev ima četiri dijela, koji se uvlače jedan u drugi, a završni je ljevkast (tzv. korpus) i po rubu optočen metalnim prstenom. Na cijevi se nalazi veliki broj rupica, od kojih se jedan dio pokriva jagodicama prstiju, a ostali poklopcima (tzv. klapnama) koje se pokreću složenim sustavom poluga. Mehanizam suvremenog klarineta je vrlo usavršen, kao i izvođačka tehnika, tako da on spada među najvirtuoznije instrumente po lakoći s kojom se mogu izvoditi i krajnje brzi i složeni tonski pokreti. Raspon izvodljivih tonova mu je najveći od svih puhačkih instrumenata, a sam ton je bogat i izražajan, pogodan za vrlo različite glazbene karaktere. Posebna odlika klarineta je širok raspon tonova i glasnoće – od skoro jedva čujnog zvuka do vrlo prodornog, naročito u visokim tonovima. Najdublji registar, tzv. šalmajski, vrlo je osoben po tamnoj i dramatičnoj zvučnosti. S obzirom na sve ovo, klarinet je među duhačkim instrumentima najsvestraniji, pa mu se i u orkestru često dodjeljuju istaknute uloge, solistička literatura je dosta bogata, nalazi mjesta u komornim asamblima, vodeći je melodijski instrument u duhačkim orkestrima, a posebno značajnu ulogu ima u jazzu.
Najdalje porijeklo klarineta seže do instrumenata s trščanim jezičkom – u staroj Grčkoj (aulos), pa i ranije, u Egiptu i drugdje. Suvremeni klarinet je kreirao J. C. Denner 14.01.1690. g., usavršavanjem jedne vrste šalmaja. Već u 18. stoljeću je (npr. kod Mozarta bogato korišten, a ušao je u klasičan orkestralni sastav. Tehnički je usavršen tijekom 19. stoljeća, kada su ga rado koristili skladatelji romantičari.
Klarinet se gradi u tri osnovna registarska oblika: B Klarinet (Clarinetto in Sib) koji zvuči veliku sekundu niže od zapisanog, A Klarinet (Clarinetto in A) koji zvuči malu tercu niže od zapisanog, i rjeđe korišteni C Klarinet (Clarinetto in Do) koji zvuči kako je zapisano.
Razlog zbog kojeg se dionice za klarinet u orkestralnom notnom zapisu pišu u netransponiranom obliku, a praktički izvode u transponiranom je u tome što se razni tipovi klarineta sviraju na isti način. Klarinetist koristi iste prstohvate za sve tipove klarineta, čime se znatno olakšava izvođenje notnih zapisa.

## Druge vrste klarineta
Osim osnovna tri oblika, klarinet se javlja i u obliku malih klarineta koji se grade u više registarskih oblika: in Eb koji zvuči malu tercu više od napisanog, in Ab koji zvuči malu sekstu više, in F koji zvuči kvartu više i in Db koji zvuči malu sekundu više. Svi ovi klarineti su česti u proširenoj obitelji klarineta, kao što je slučaj u vojnim orkestrima, a rjeđi u klasičnoj glazbi (ipak, Richard Strauss u operi Electra traži sljedeće klarinete: 1 Cl. in Eb, 4 Cl. in B, 2 Cl. contralti (basethorn), 1 Cl. basso).
Još jedan oblik klarineta je i basetni rog ili alt-klarineta (it. clarinetto contralto ili corno di bassetto, njem. Bassetthorn, fr. cor de basset, en. bassethorn, rus. baset-horn) koji je rijetko u upotrebi, ali se ipak može naći kod Mozarta, Beethovena, Richarda Straussa i drugih.
Najveći u porodici klarineta je bas klarinet. Ugođen je in B, a zvuči za veliku nonu dublje od notnog teksta napisanog u violinskom ključu. U 19. stoljeću usavršio ga je Adolphe Sax, izumitelj saksofona.
Ipak, najčešći registarski oblici klarineta koji se nalaze u klasičnom orkestru su A i B klarinet.

## Sustavi tipaka
Suvremeni klarineti najviše koriste dva sustava: njemački (Öhler) i francuski (Böhm). Njemački je uglavnom u primjeni u Njemačkoj i Austriji te dijelu Švicarske, a ostatak svijeta uglavnom koristi francuski sustav. Postoji i hibridni koji kombinira njemački provrt i francuski sustav tipaka,  a prvi 1949 ga je primijenio Fritz Wurlitzer (Reform-Böhm). Na gornjoj slici u info okviru nalazi se klarinet s francuskim sustavom s lijeve strane i jedan s njemačkim sustavom s desne strane."

## Vanjske poveznice
|  | Zajednički poslužitelj ima stranicu o temi Klarinet     |
|  | Zajednički poslužitelj ima još gradiva o temi Klarineti |
|  | Wječnik ima rječničku natuknicu klarinet                |